# Tossalet de l'Àliga
El Tossalet de l'Àliga és una muntanya de 302 metres que es troba al municipi de Puiggròs, a la comarca catalana de les Garrigues.
És un cim que està situat a l'est de Serra Fosca, entre aquest cim i la carretera C-233, i serveix de divisòria entre els dos municipis de les Garrigues.